# Conus australis
Conus australis es una especie de gasterópodos del género Conus, perteneciente a familia Conidae.
Fue descrita por James Sowerby, en 1823.